# Королевский ботанический сад Эдинбурга
Короле́вский ботани́ческий сад Эдинбурга (англ. Royal Botanic Garden Edinburgh, RBGE) — один из старейших ботанических садов Великобритании. Является полуавтономной неправительственной организацией в структуре госслужбы Правительства Шотландии, финансируемой через целевую субсидию и занимающейся научно-исследовательской деятельностью. Площадь — 25 га. Основан в 1670 году.
Помимо сада в Эдинбурге в систему RBGE входят три других сада, расположенных в различных областях Шотландии, — Бенмор в Аргайл и Бьют, Доик в Скоттиш-Бордерс и Логан в Дамфрис-энд-Галловей.

## История

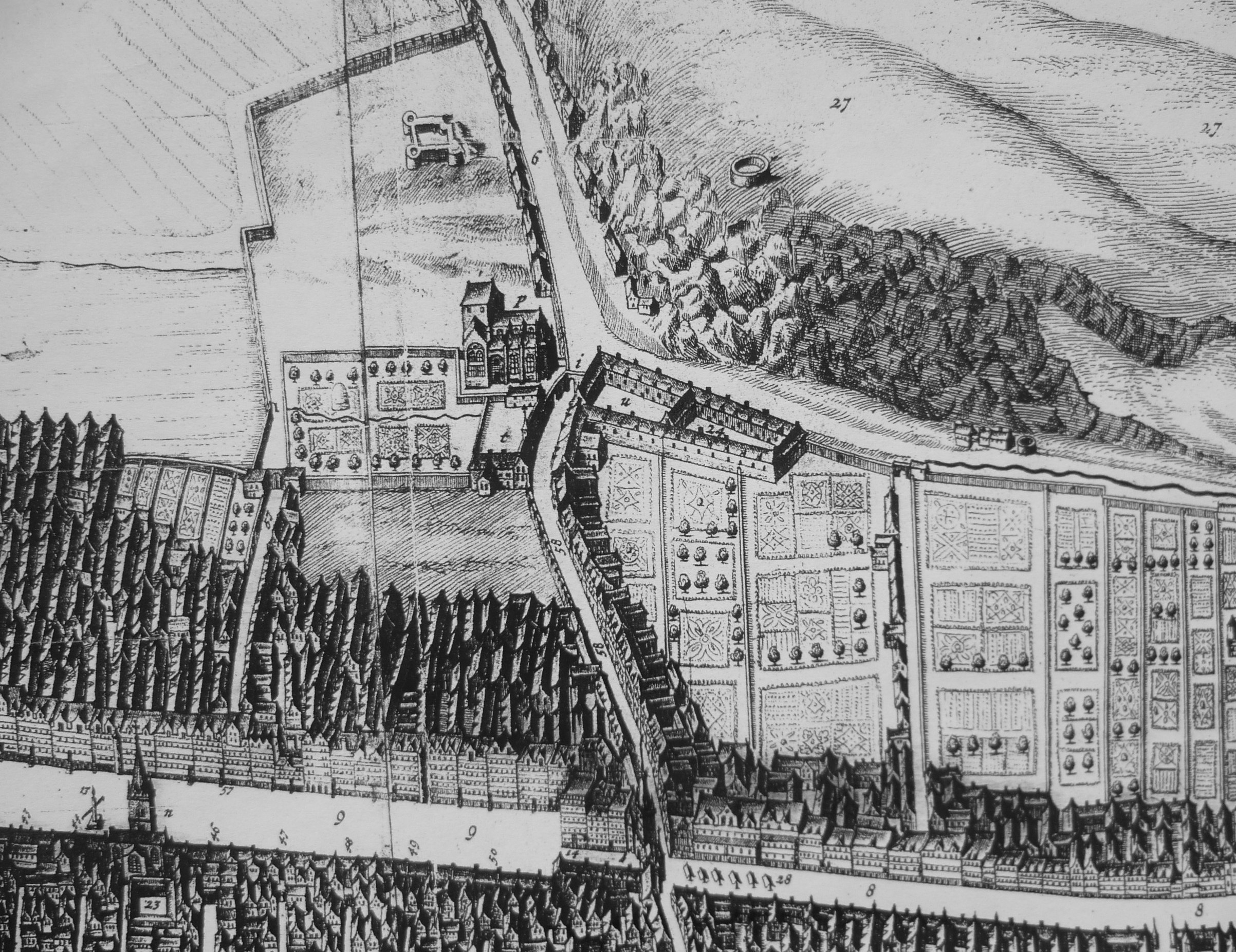
Изображение первого аптекарского сада (при церкви Тринити-колледжа) на карте Эдинбурга 1647 года. В настоящее время это место отмечено памятной доской на перроне городского вокзала Уэверли

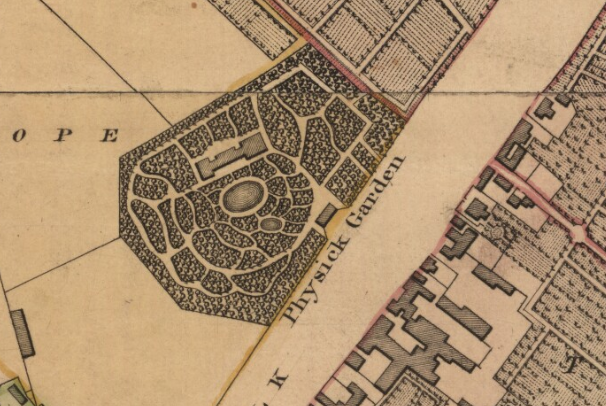
Изображение сада на карте Эдинбурга с «Ботанической усадьбой» у дороги в Лит, 1804г.

Сад был формально основан в 1670 г., первоначально как аптекарский сад, двумя шотландскими учёными Эндрю Балфуром и Робертом Сиббальдом непосредственно за городской чертой старого города Эдинбурга — при дворце Холируд. Главной целью их работы являлось изучение лекарственных растений и обучения будущих врачей, которые в ту пору были по совместительству и ботаниками. На протяжении своей истории ботанический сад несколько раз менял свое местоположение. Так, в 1763 г., под руководством шотландского ботаника Джона Хоупа, сад вновь переместили за черту города — в сторону Лита, а уже на нынешнее место, — на севере города, — сад переехал лишь в 1820 году. В викторианскую эпоху и с ростом территорий Британской империи коллекция сада расширилась, что потребовало  приобретение аффилированных участков в других районах Шотландии.

## Коллекции и отделы сада

### Китайский сад
Более 10% всех растений в ботаническом саду Эдинбурга составляют представители китайской флоры. При этом, значительное пополнение коллекции произошло в последние годы в связи с появлением новых спонсоров. В результате появился новый сад — китайский, площадью около 1 га, в котором была предпринята попытка воссоздать азиатский ландшафт.

### Пальмовая оранжерея
Первая пальмовая оранжерея была построена в саду в 1834 году. Спустя 28 лет она была увеличена в размере, а её высота достигла почти 22 м. В 1960-х годах старая оранжерея, пришедшая к тому времени в ветхое состояние, была заменена на новую. Новое здание стало длиной 128 м и шириной более 18 м. Все поддерживающие оранжерею опоры находятся теперь с внешней стороны оранжереи, поэтому внутреннее пространство используется полностью. Строение включает 10 отдельных оранжерей со своим собственным микроклиматом, где представлена богатая коллекция растений из 5 климатических зон: умеренной, тропической, субтропической и пустынной.
В 1990-е годы в цокольном помещении оранжереи работниками -энтузиастами был организован импровизированный аквариум, представляющий обитателей фауны Шотландских водоёмов и рек Амазонки.
За новой оранжереей для посетителей также были открыты терраса с редкой флорой и растениями из Чили и две вспомогательных оранжереи с флорой южноамериканского Серраду и Амазонии. Одним из знаковых событий, начиная с 2015 г. стало успешное высаживание и почти ежегодное цветение Аморфофаллуса.

### Альпийский сад
Напротив лицевого фасада старой оранжереи расположен более современный сад с растениями альпийской зоны. По соседству с ним располагается т.н. павильон «Королевы-матери», посвященный памяти матери Елизаветы II, с разбитым перед ним орнаментальным садом из дикорастущих, целебных растений шотландских вересковых пустошей.

### Экологический сад
Один из самых молодых садов — экологический. Он во всем разнообразии демонстрирует местную флору (папоротники, мхи, лишайники, грибы и т. д.), а все растения для него собраны в естественных местах обитания в разных регионах Шотландии.

### Рокарий
Рокарий был заложен в 1870 году. Специально для него был террасирован северный склон холма, где устроено около 4000 карманов для посадки альпийских и почвопокровных растений. Сегодня каменистый сад занимает почти гектар и состоит из насыпей и оврагов, пересечённых извилистым водным потоком и водопадом. Здесь созданы хорошие условия для обитания нескольких тысяч альпийских растений, многие из которых были выращены из семян, собранных ещё Джорджем Форрестом во время его экспедиций в Китай (1904—1931). Вся же коллекция состоит примерно из 5000 растений различного происхождения. Отдельные экспозиции посвящены растениям Новой Зеландии, Северной Америки и Японии.

### Вересковый сад
Восточнее рокария расположен вересковый сад. Он был построен в 1997 году на месте прежнего, который существовал здесь с 1935 года. Здесь встречаются растения преимущественно из отдалённых районов горной Шотландии (Calluna vulgaris, Betula pendula и B. pubescens, Pinus sylvestris, Ilex europaeus, Juniperus communis, Vaccinium vitis-idaea, V. myrtillus, Alnus glutinosa, разновидности Sorbus). Создание такого биоценоза горных растений дало возможность выращивать здесь более редкие и требовательные растения, такие как грушанка средняя (Pyrola media).

### Демонстрационный сад
В северной части расположен демонстрационный сад, где можно ознакомиться с разнообразием форм растительной жизни, с различными механизмами размножения растений. Отдельные экспозиции посвящены кулинарным травам, лекарственным растениям, однолетникам, плодовым культурам и т. д.. В 2018 г. был высажен традиционный «сад-узел» — один из видов орнаментальных садов по эскизам XVIIв.. 
В 2017 г. в этой части сада была полностью восстановлена, перенесенная камень за камнем «Ботаническая усадьба» XVIII в., ранее располагавшаяся в старом саде на пути в Лит. К югу, напрямую от нее, на холме расположен сохранившийся дом — часть бывшей усадьбы Инверлит, — где теперь проводятся регулярные художественные и ботанические экспозиции и мероприятия.

### Дендрарий
Дендрарий первоначально был создан для обучения студентов, поэтому растения расположены по систематическому принципу. При этом все растения сгруппированы в эффектные парковые композиции, декоративные в любое время года. Хвойные играют в ландшафте этого сада доминирующую роль, и, хотя они высажены по всей территории сада, главное собрание их видов и сортов представлено в специальном отделе хвойных пород.
Одним из перспективных направлений научно-практической работы сада также является сбор, изучение и реадаптация в биомы Шотландии редких или под угрозой исчезновения эндемичных пород деревьев, кустарников и лишайников.

### Гербарий

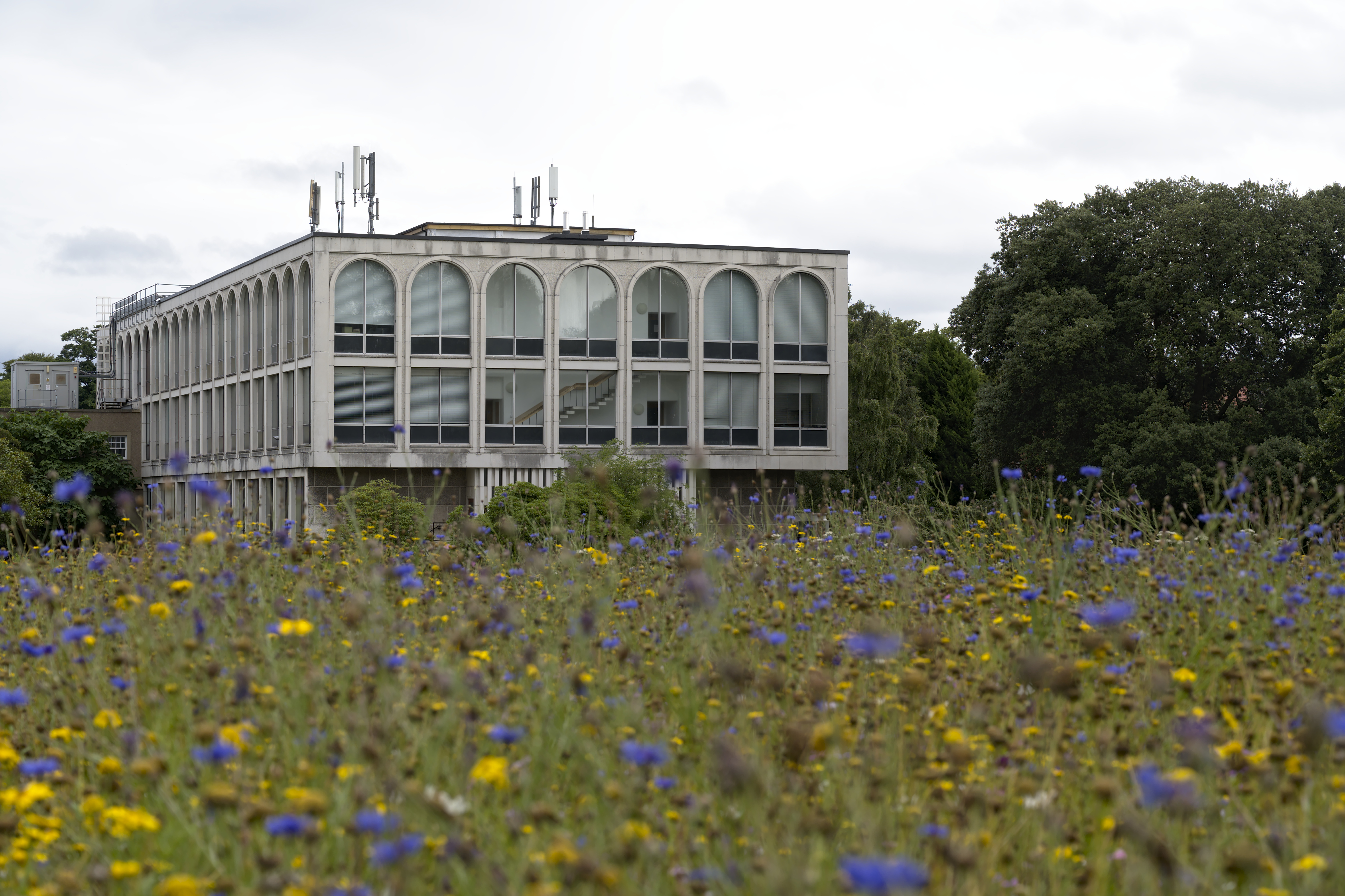
Здание гербария 1960-х г., где расположены хранилище, библиотека и научная администрация

Гербарий ботанического сада в Эдинбурге собирается с 1836 года. Коллекция гербария, насчитывающая почти 3 миллиона экземпляров растений со всего мира, находится в административном здании 60-х годов постройки и предлагает доступный способ изучения конкретно взятого вида во всем его многообразии. Благодаря заботливому отношению, удалось сохранить экземпляры, собранные ещё в 1697 году. Среди редких исторических экземпляров выделяются виды, собранные Чарльзом Дарвином во время его кругосветного путешествия в 1831-1836гг.. Около 80% коллекций гербария остается не достаточно исследованными и нуждаются в дальнейшем изучении и классификации. Научный персонал сада  проводит цифровизацию и систематизацию хранящихся в коллекциях  документов и экземпляров при помощи присвоения цифрового идентификатора объекта.

### Программа масштабной реконструкции
С 2019 года проходит многолетняя программа масштабной реконструкции и обновления вспомогательных строений сада и его оранжерей с применением энергосберегающих технологий

## Галерея

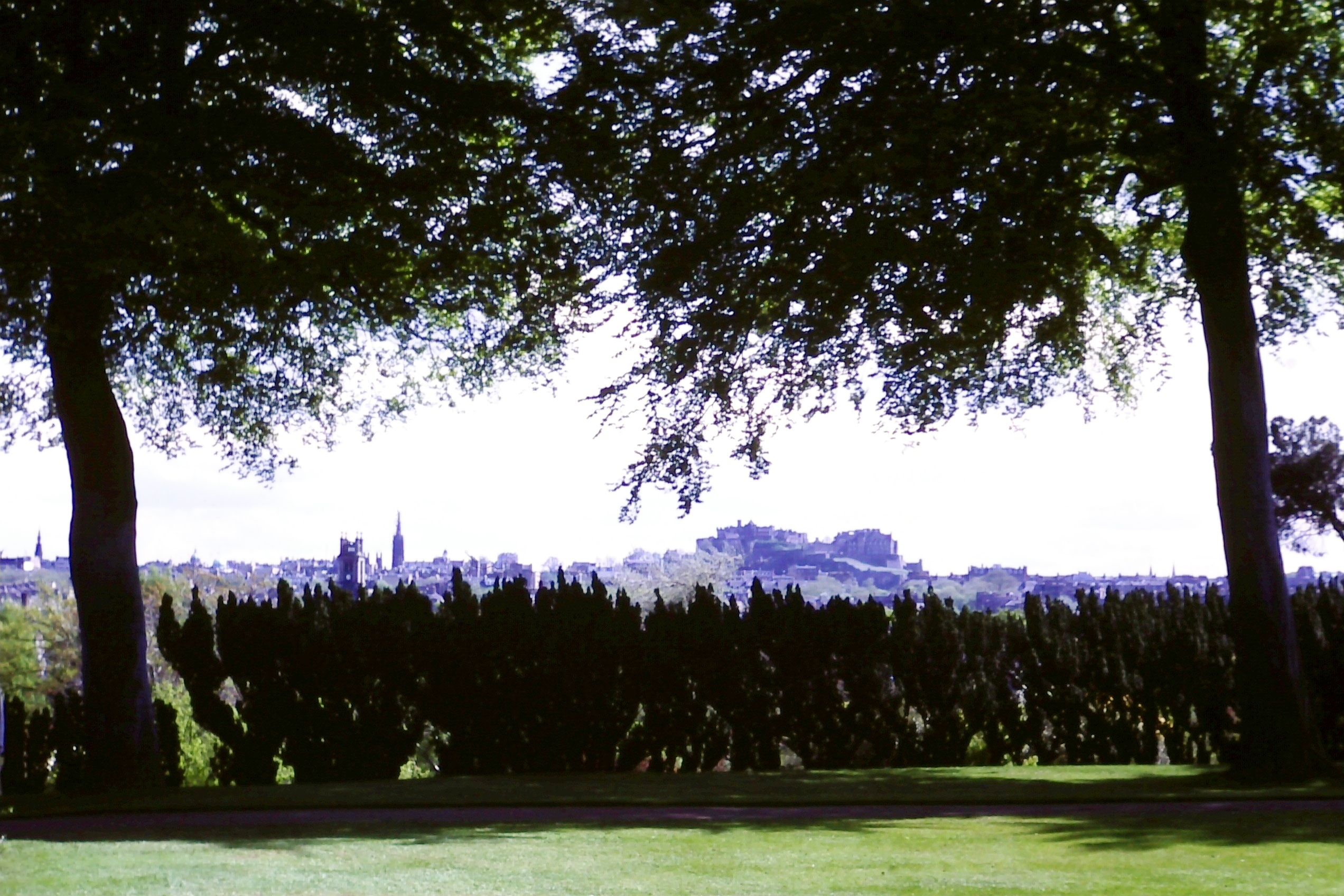
Вид с террасы ботсада на старый город
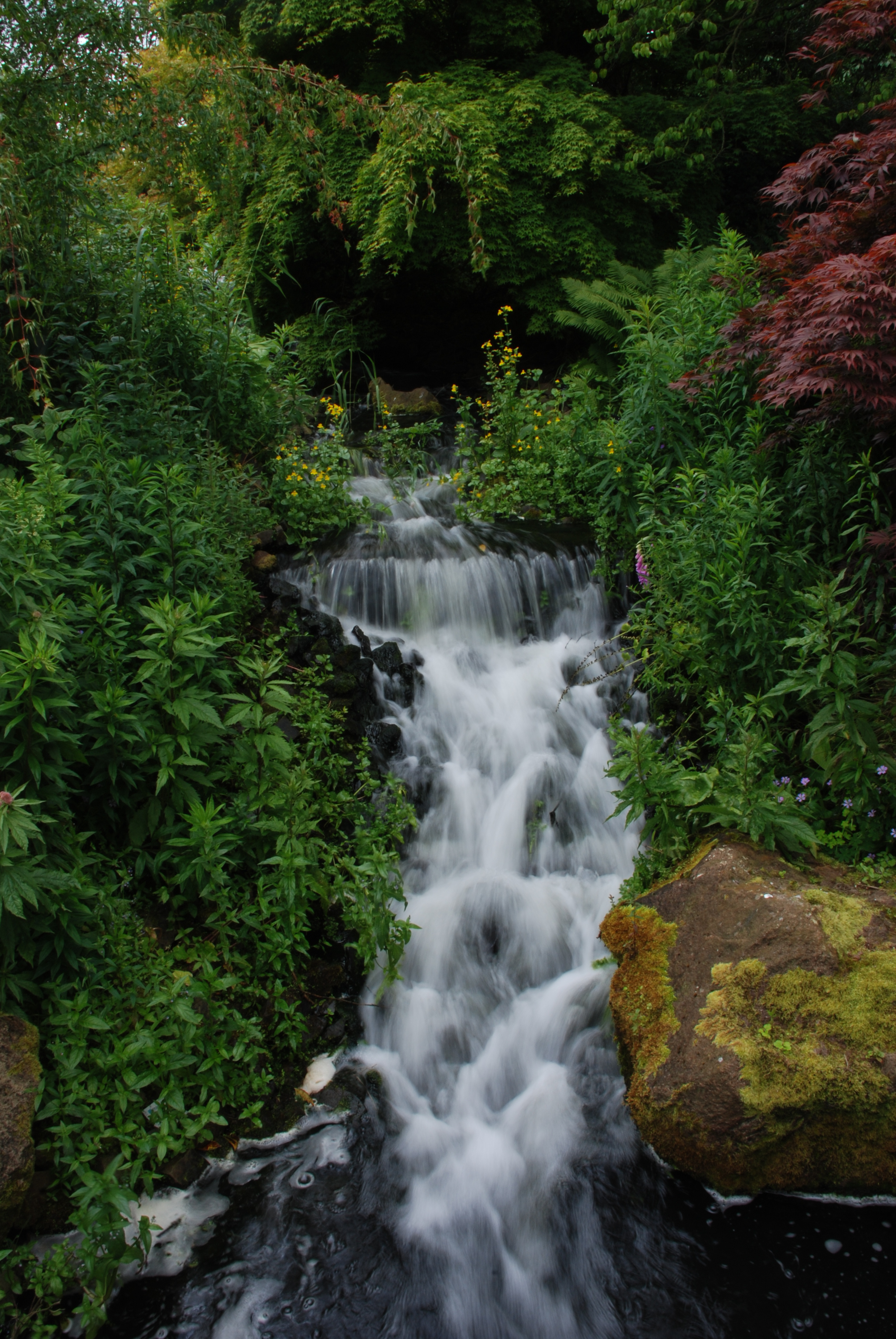
Искусственный водопад в китайском саду, Эдинбург
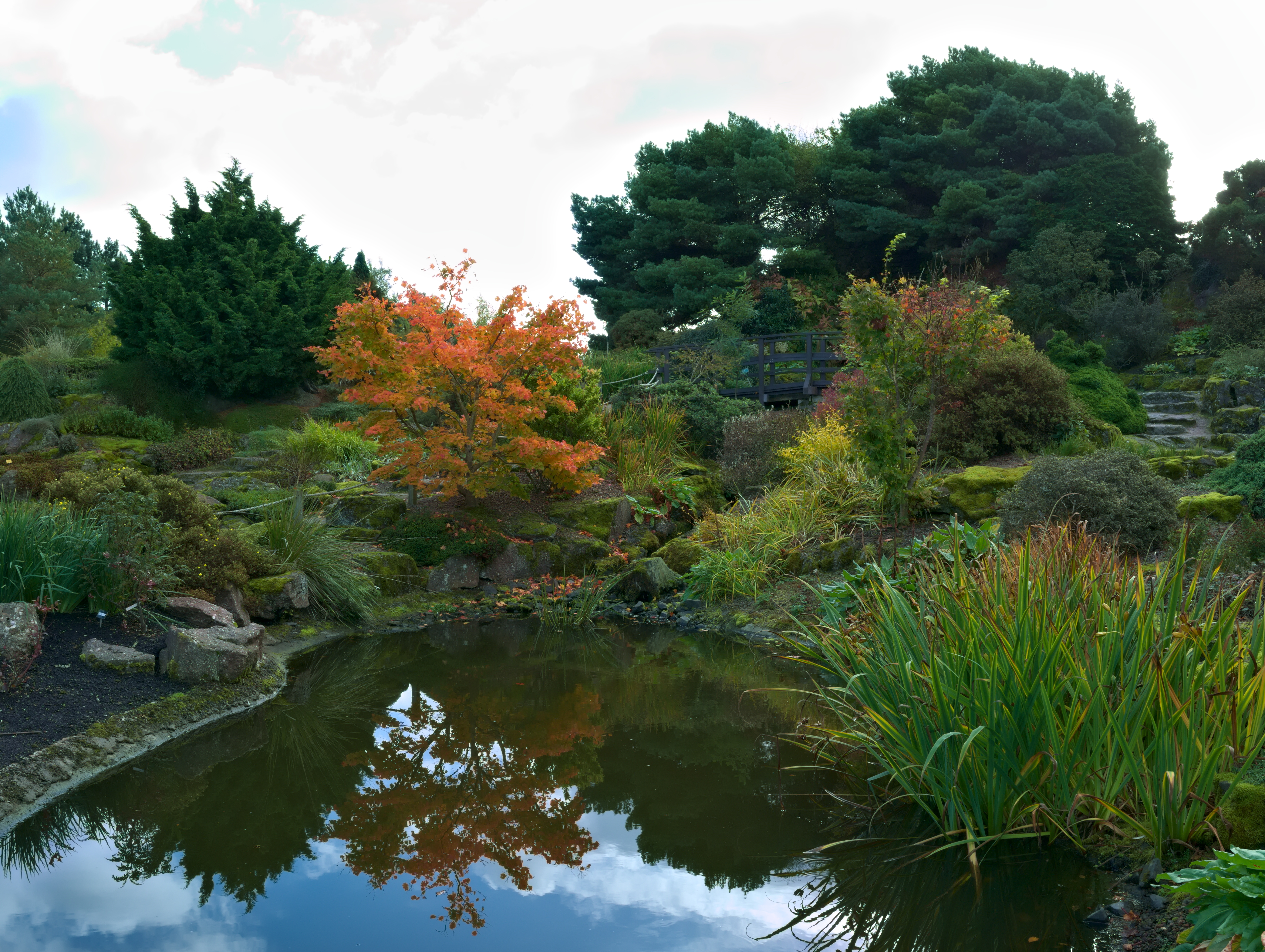
Вид на рокарий, Эдинбург
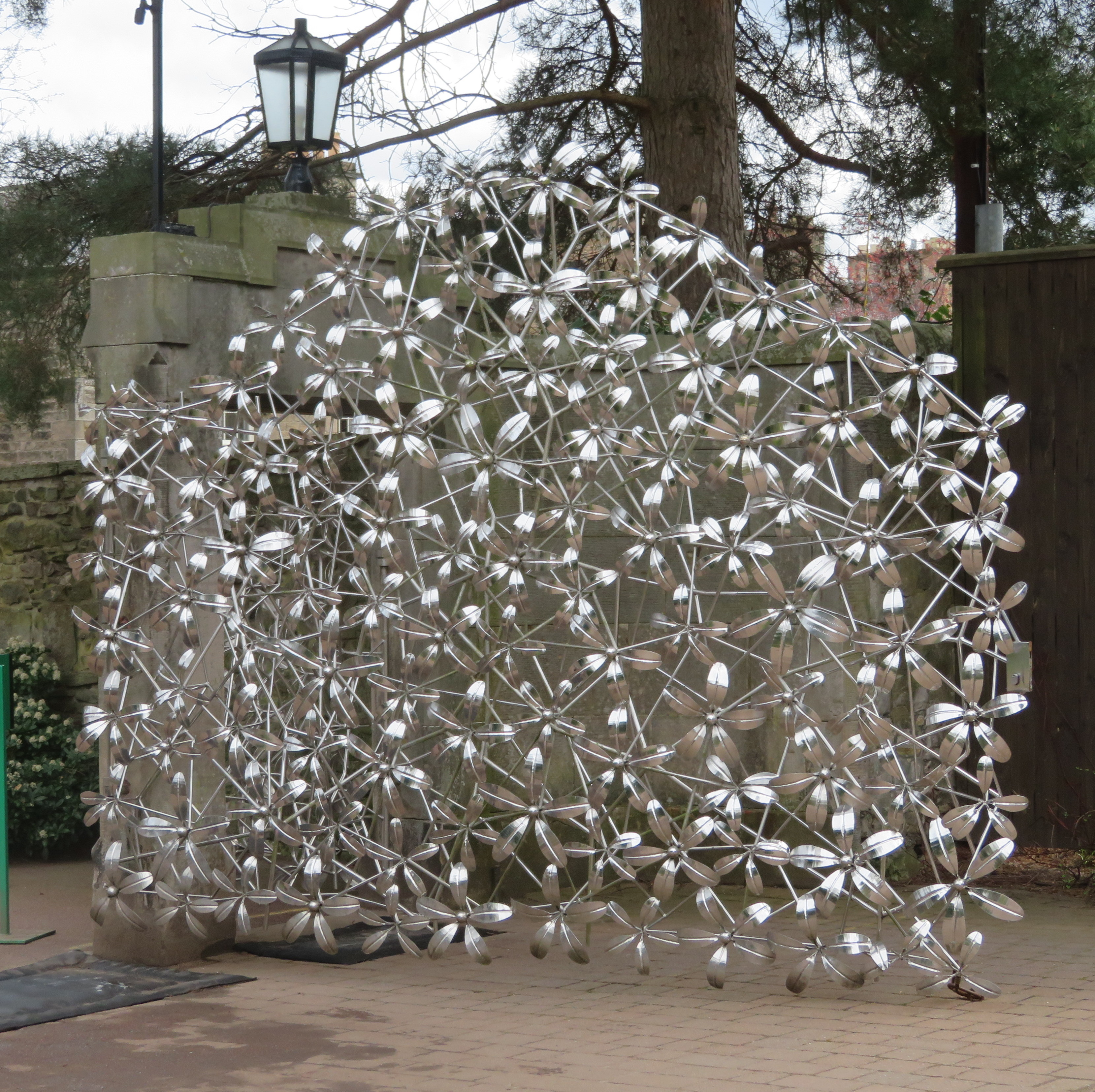
Ворота в виде листьев Рододендрона, Восточный вход в ботсад, Эдинбург
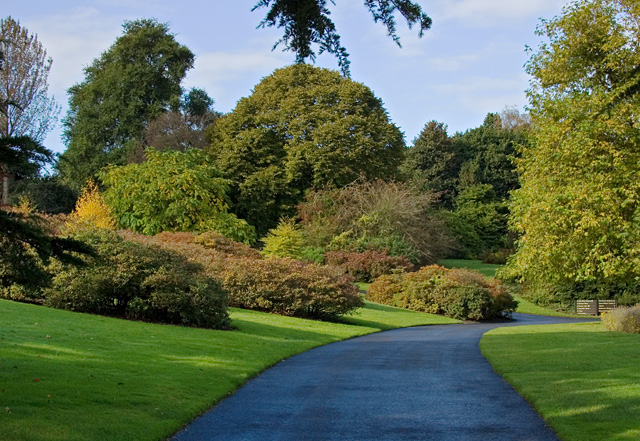
Вид на азалиевый склон, Эдинбург
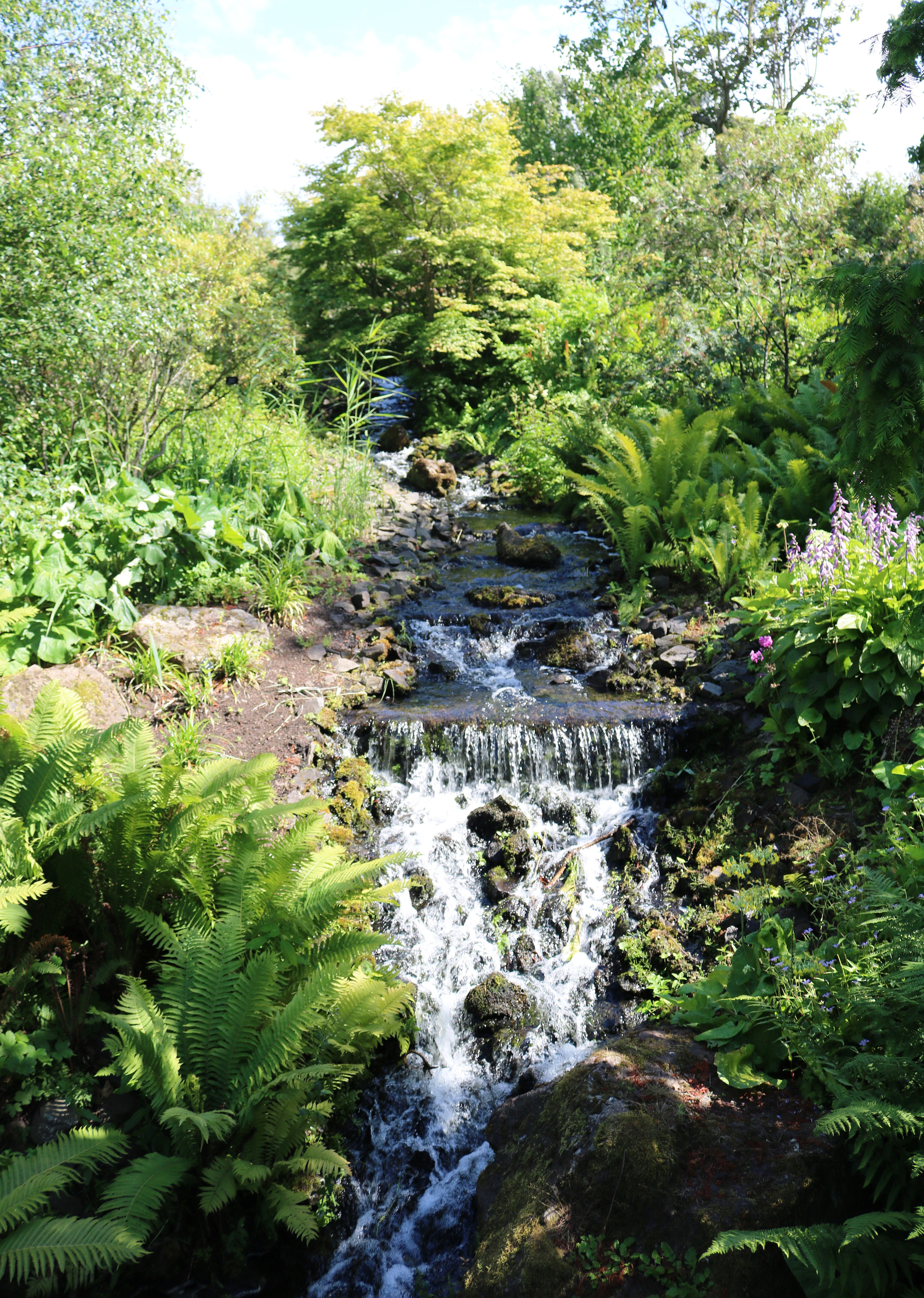
Искусственный водопад в главном рокарии, Эдинбург
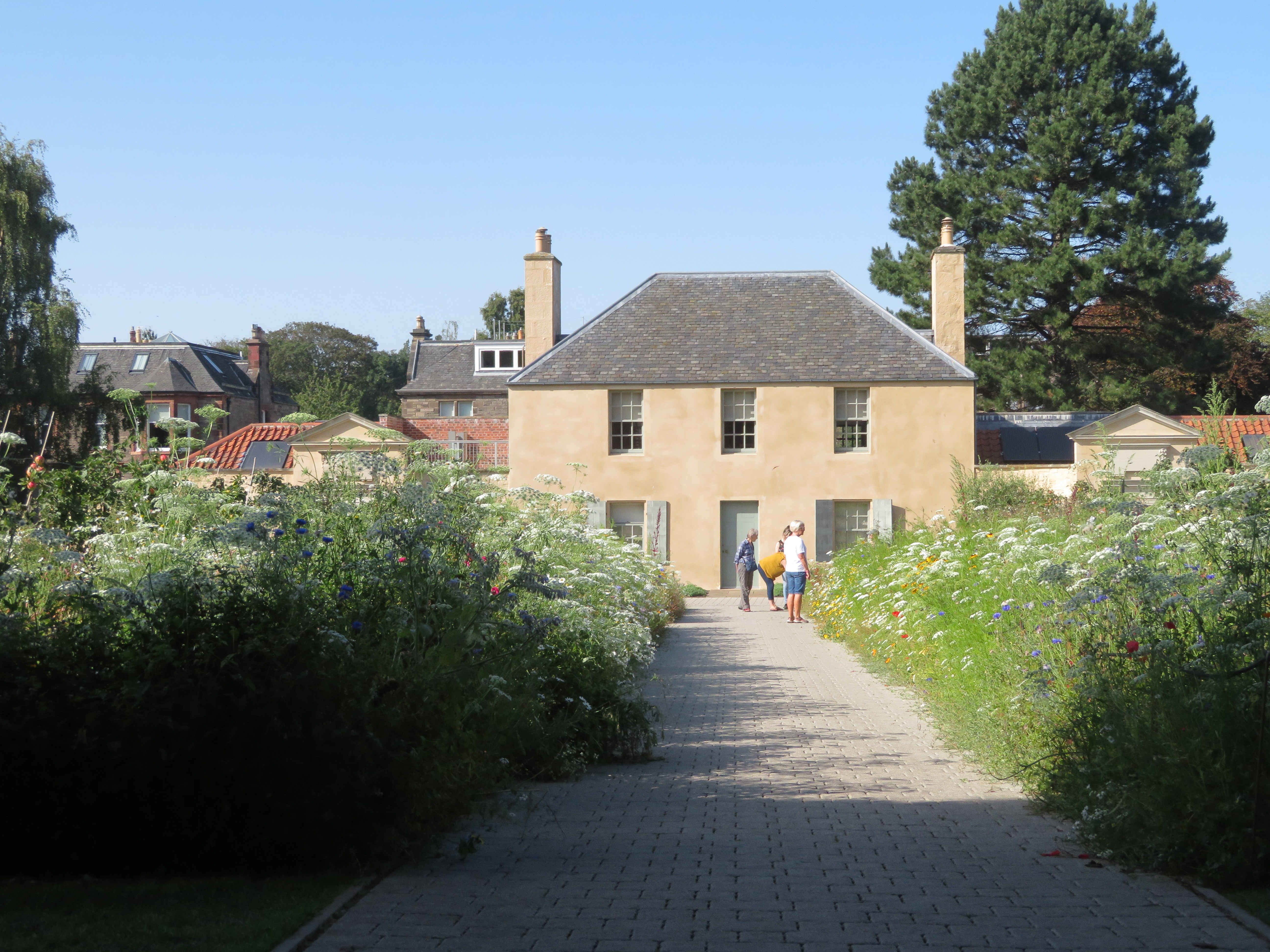
Павильон восстановленной «Ботанической усадьбы» XVIIIв., Эдинбург
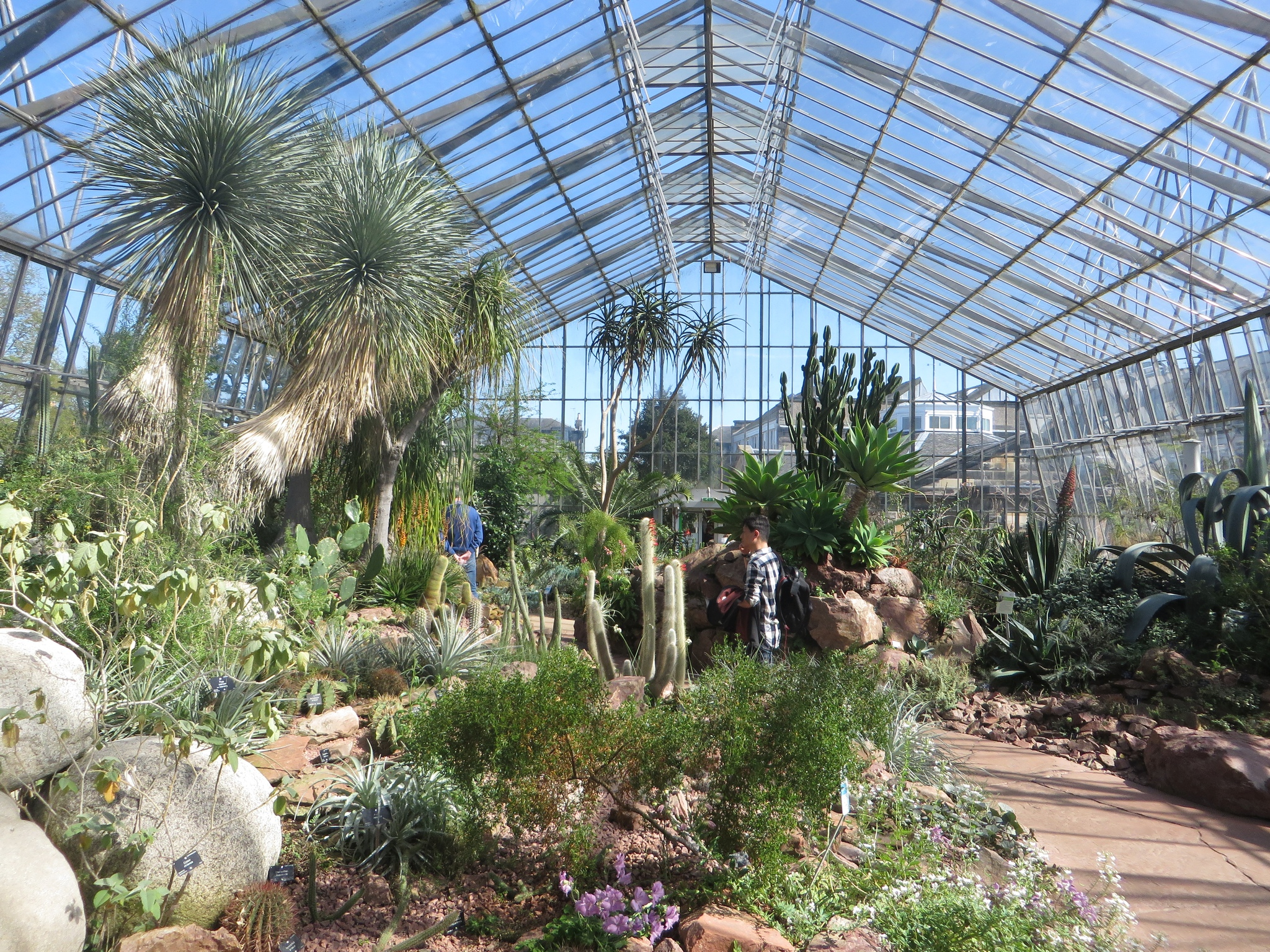
Оранжерея 1960-х годов постройки, Эдинбург
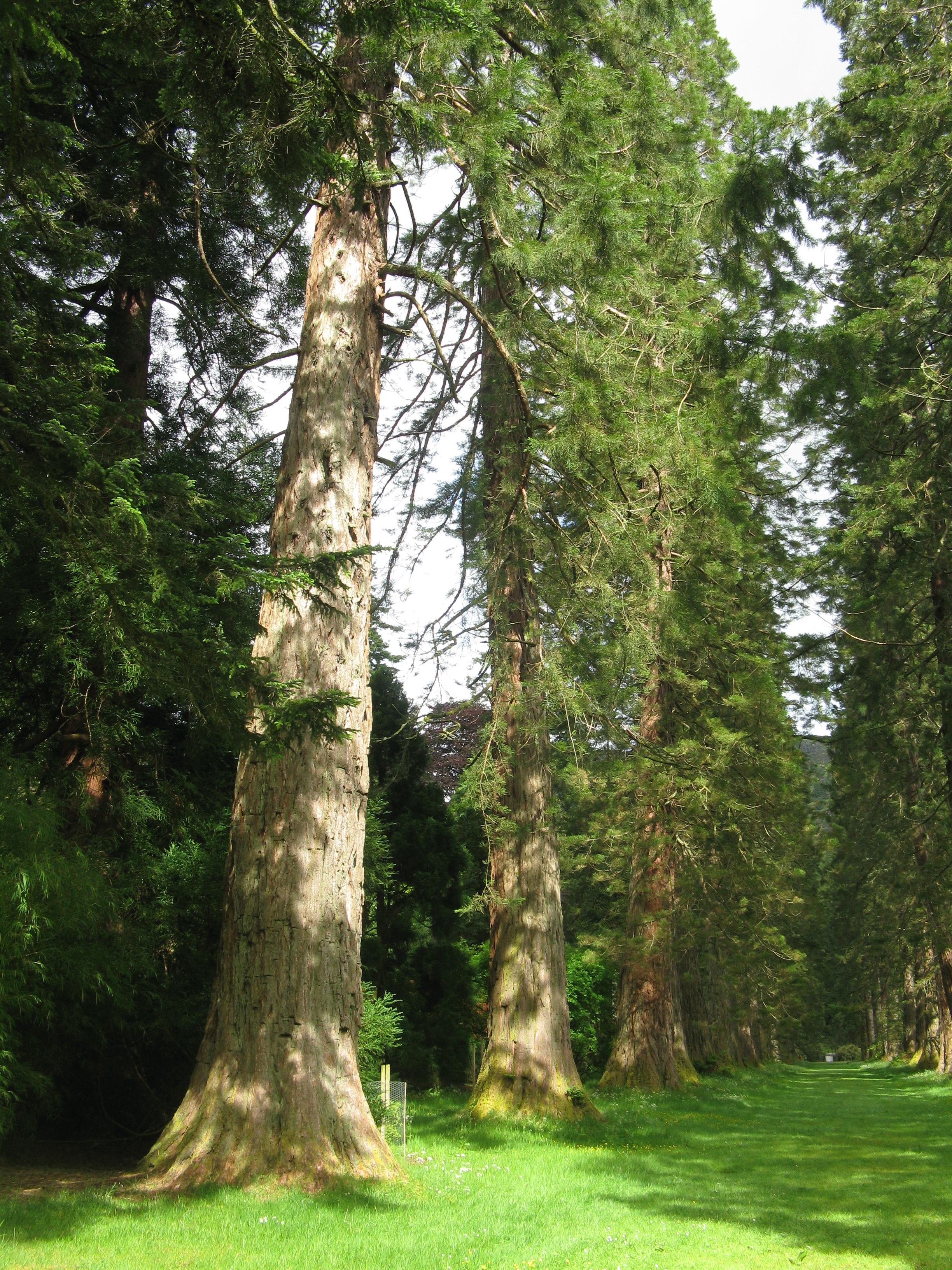
Вид на «аллею гигантов» из секвой в отделении сада Бенмор, Аргайл и Бьют
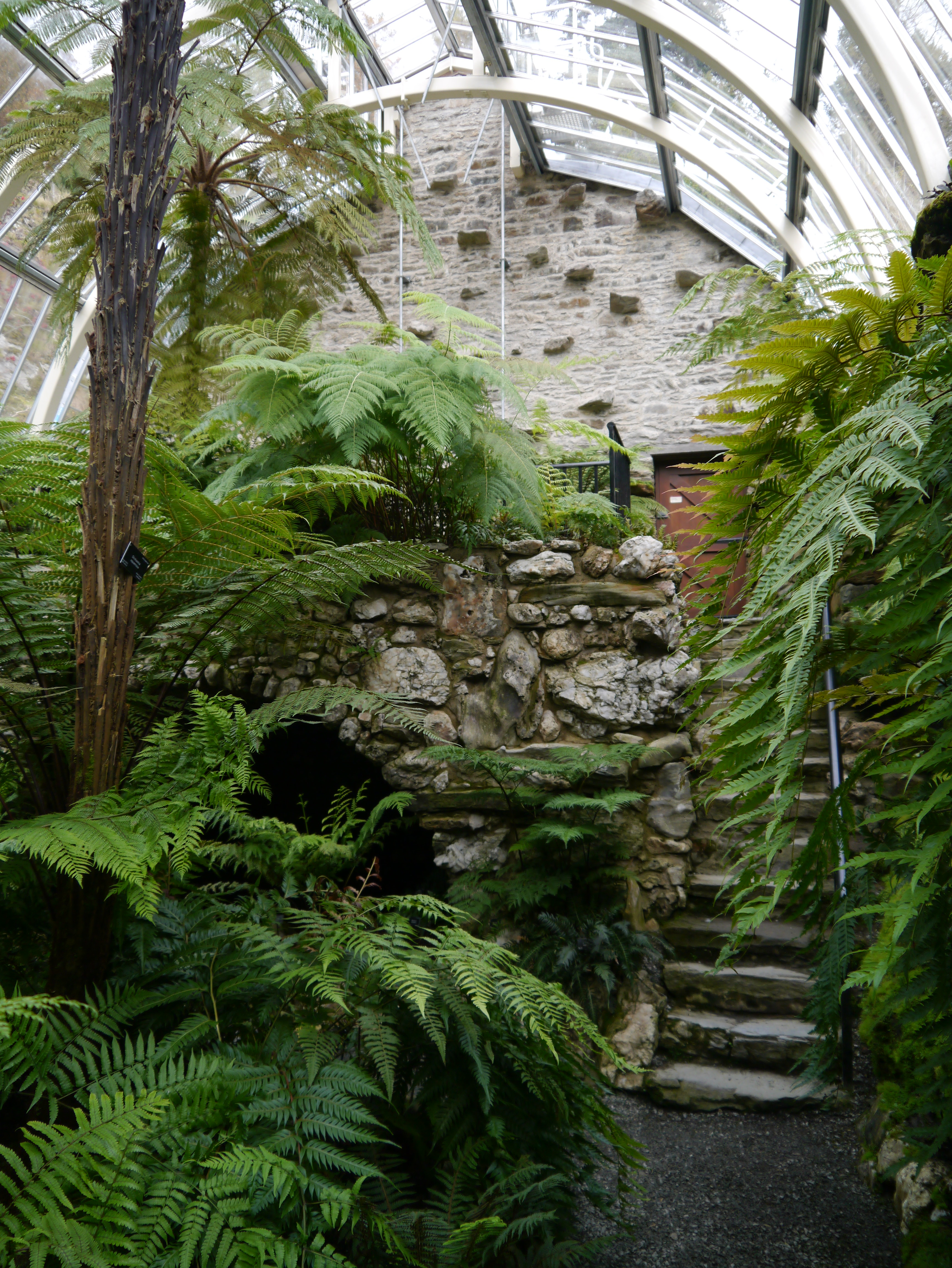
Оранжерея папоротниковых, отделение сада в Бенморе
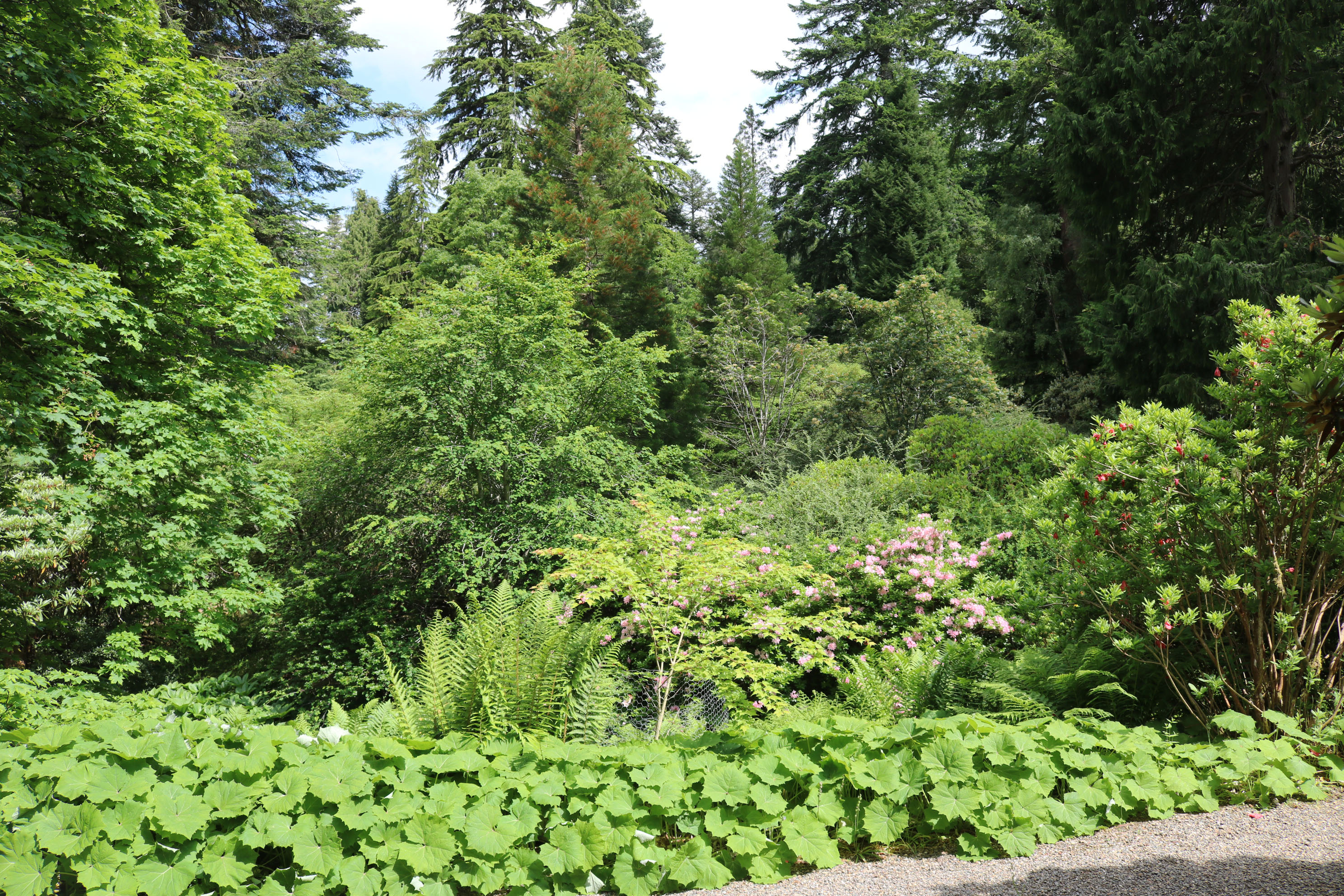
Дендрарий отделения сада в Дойке, район шотландского приграничья
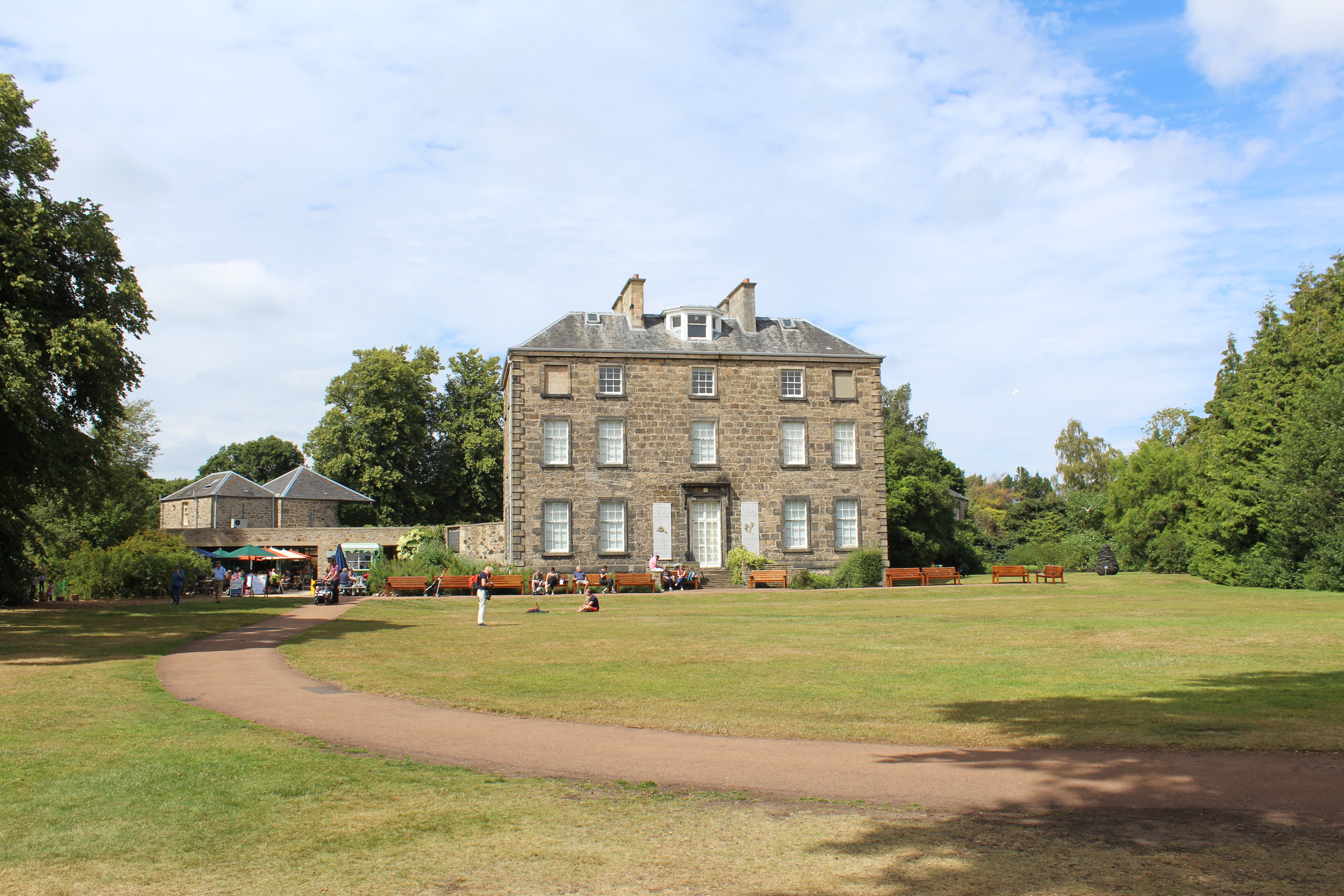
Дом бывшей усадьбы Инверлит, Эдинбург